# فورت رود (کانور)
فورت رود (به انگلیسی: Fort Road) یک منطقهٔ مسکونی در هند است که در بخش کنور واقع شده‌است.